# Melanargia olaria
Melanargia olaria är en fjärilsart som beskrevs av Ribbe 1909. Melanargia olaria ingår i släktet Melanargia och familjen praktfjärilar. Inga underarter finns listade i Catalogue of Life.